# Dani Kouyaté

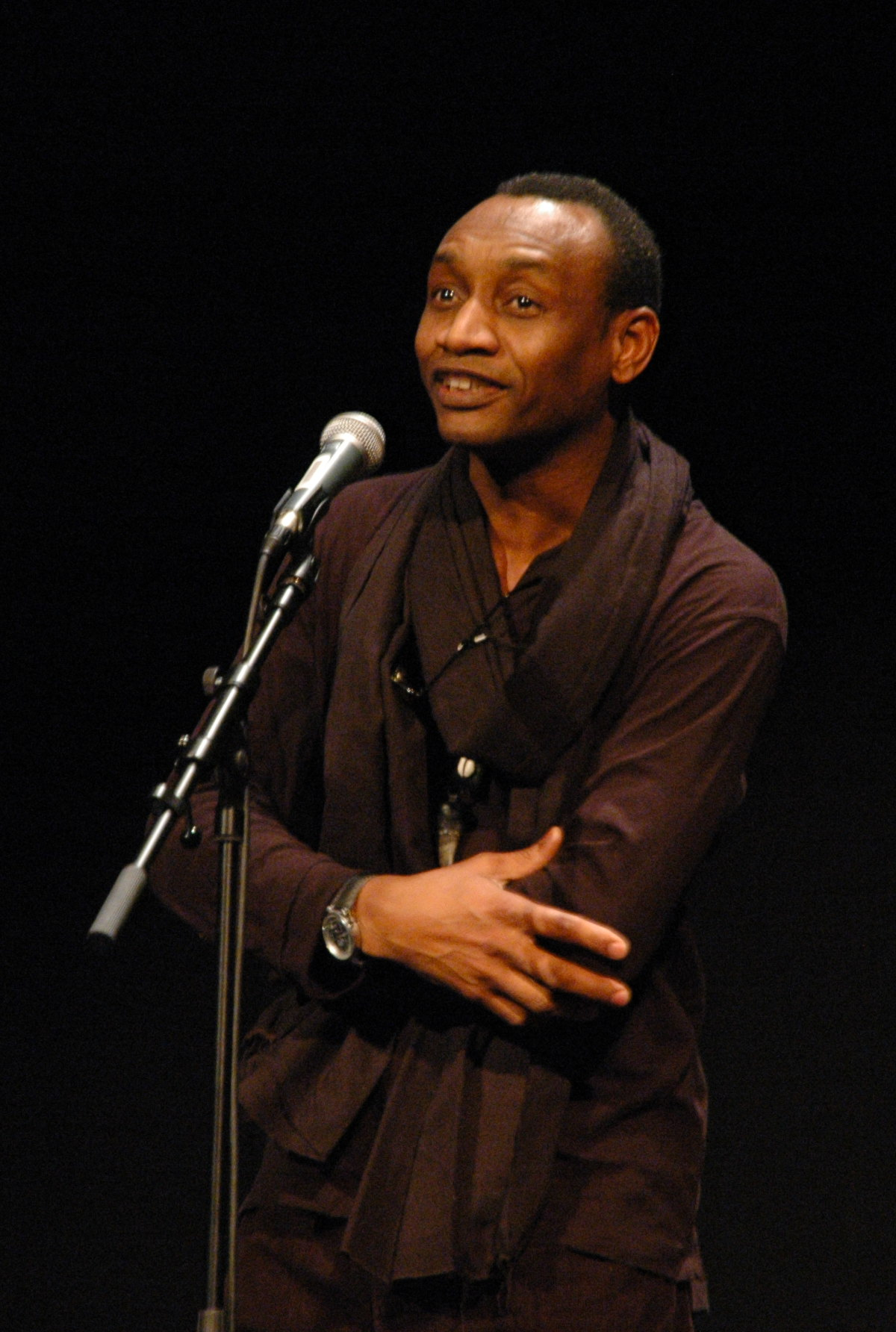
Dani Kouyaté

Dani Kouyaté (* 4. Juni 1961 in Bobo-Dioulasso, Obervolta) ist ein burkinischer Regisseur.

## Leben
Er entstammt einer Familie von Griots und ist der Sohn des Schauspielers Sotigui Kouyaté. Kouyaté begann seine Ausbildung am Institut africain d'études cinématographiques in Ouagadougou und setzte sie an der Pariser Sorbonne fort. Nach diversen Kurzfilmproduktionen folgte 1995 mit Keïta! L'héritage du griot der erste Spielfilm, über Sundiata Keïta den Gründer des Mandinka-Reiches. Es folgten Sia, le rêve du python, Ouaga Saga (eine Komödie über Jugendliche in Ouagadougou) und ein Dokumentarfilm über Joseph Ki-Zerbo.